# この星の上に
『この星の上に』（このほしのうえに、Upon The Planet）は、日本の短編アニメ映画。35mm。14分。

## 概要
神奈川県立「地球市民かながわプラザ」での展示映像制作を依頼されたアニドウ・フィルムのなみきたかしプロデューサーにより製作された。
1998年完成。1月28日、新宿・安田生命ホールで完成試写会が行われた。
- ZAGREB '98（ザグレブ国際アニメーション映画祭）入選
- ESPINHO '98（ポルトガル国際アニメーション映画祭）入選
- ANNECY '99（アヌシー国際アニメーション映画祭）特別上映
- ANIMA MUNDI '99（ブラジル国際アニメーション映画祭）入選
- SITGES '99（スペイン・シッチェス国際映画祭アニメーション部門ANIM'T）入選

## スタッフ
- 監督 - 片渕須直
- 脚本 - 翁妙子
- アニメーション - 南家こうじ
- 声の出演 - 田中正彦、奥原千加、松谷彼哉、落合るみ（劇団昴）
- 音楽 - 坂田晃一
- 主題歌/唄 - 永井信子
- 音楽制作 - 森田亜希（トパーズ）
- 動画 - OH!プロダクション
- セルワーク - エムアイ
- 撮影 - スタジオコスモス
- 制作 - 日野れい子
- 編集 - ジェイ・フィルム
- 効果 - サウンド・リング
- プロデューサー - なみきたかし
- 英語字幕 - 森淳
- 製作協力 - 共同テレビジョン
- 制作/著作 - アニドウ・フィルム